# Europrop TP400
Europrop International TP400-D6 là một động cơ được dùng cho máy bay chuyên chở quân sự Airbus A400M Atlas, được phát triển và sản xuất bởi Europrop International. Nó là một trong những động cơ turboprop mạnh nhất chỉ sau Kuznetsov NK-12 và Progress D-27.